# Паркер, Мэтт
Мэттью Томас Паркер (англ. Matthew Thomas Parker; род. 22 декабря 1980, Перт, Австралия) — австралийско-британский математик, популизатор науки, писатель, комик, и YouTube-блогер.

## Биография
Мэтт Паркер родился в Перте, Австралия и вырос в северном пригороде Данкрейга.
Начал проявлять интерес к математике и естественным наукам с юных лет.
Поступил в Университет Западной Австралии, изучал машиностроение до того, как «осознал риск того, что сможет найти работу».
Он переключился на физику, а затем и на математику.
Любовь к математике заставила его получить работу математика.
Во время учёбы в университете Паркер писал комедии для студенческого журнала «Pelican» и комедийные скетчи.
Брал курсы стендапа.

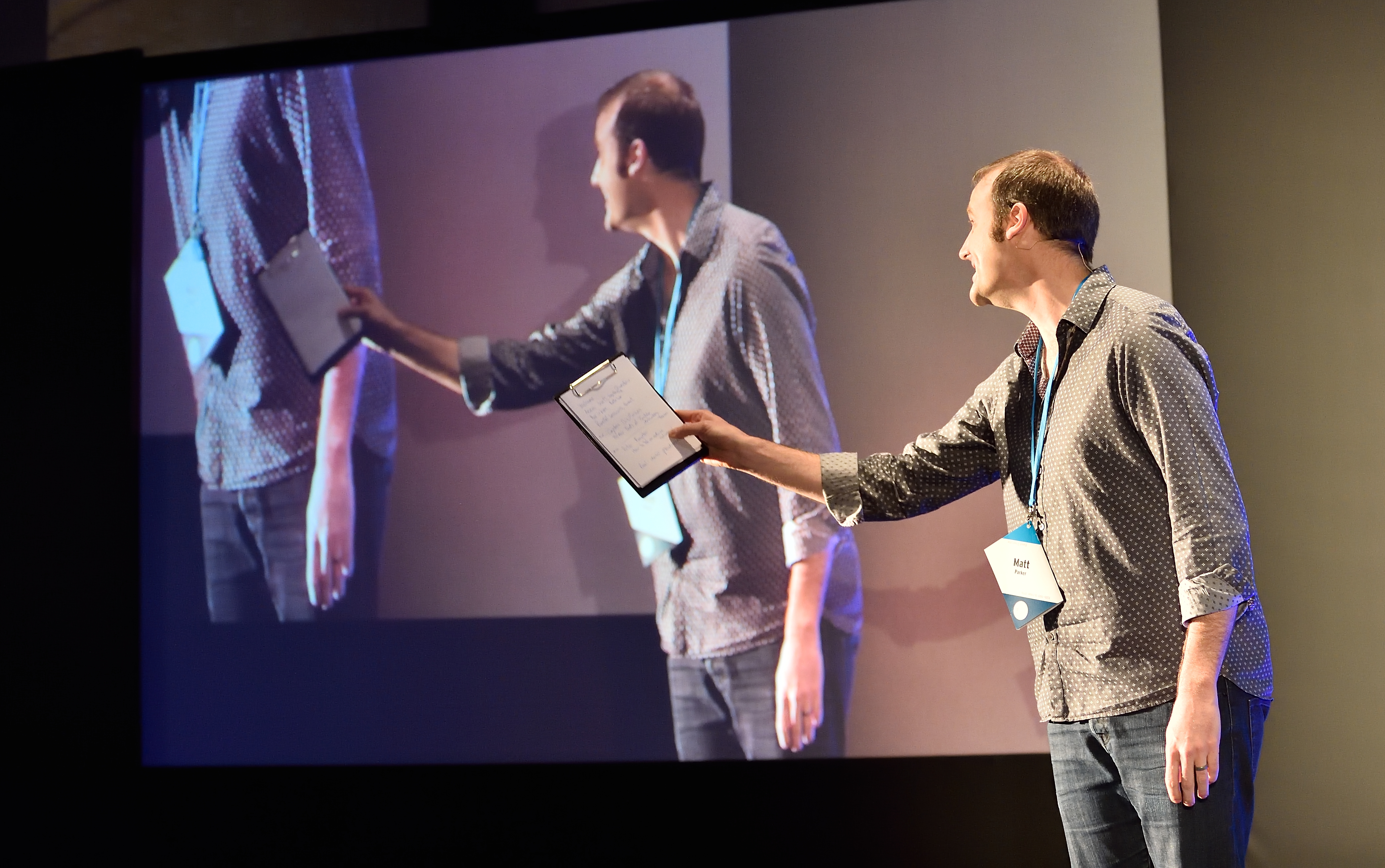
Паркер, выступая на QED в 2016 году

После колледжа Паркер некоторое время преподавал математику в Австралии, переехал в Лондон и продолжал преподавание.
Начал сотрудничать с университетами и другими организациями в организации лекций по математике.
Позже вернулся к преподаванию, но через год опять его бросил.
Паркер появлялся в многочисленных видеороликах на YouTube.
У него есть собственный канал «Stand-up Maths» на YouTube с более чем миллионом подписчиков.
Также он появляется как гость на других каналах, таких как Numberphile Брэди Харана и Head Squeeze Джеймса Мэя (ныне BritLab).
Паркер является постоянным участником программы BBC Radio 4 «Бесконечная обезьянья клетка» с Робином Инсом и Брайаном Коксом.
Он также выступал в BBC News, Sky News, Channel4, CBBC; иногда пишет для The Guardian.
На телевидении Паркер является постоянным комментатором возмутительных научных открытий Discovery.
Паркер ведёт два подкаста.
Более новый из двух, «Подкаст ненужных подробностей», является соведущим Хелен Арни и Стива Моулда.
В июле 2014 года женился на Люси Грин.
Пара использовала обручальные кольца, сделанные из метеоритного железа

## Признание
- Книга «Скромное число Пи» стала первой книгой по математике в Великобритании, объявленной Sunday Times как бестселлер № 1.

- Вместе с другим популяризатором математики на YouTube, Ви Харт, Паркер получил награду Объединённого совета по политике в области математики за 2018 год в области коммуникаций за «доведение увлекательности математики до мировой аудитории посредством видеороликов на YouTube, выступлений на телевидении и радио, публикаций в книгах и газетах и стендап-комедий».[6]

- Медалью Кристофера Зеемана Лондонского математического общества 2020 года в знак признания его «выдающихся достижений в области математической коммуникации». В списке награжденных отмечена работа на YouTube, его книги Think Maths, Maths Inspiration, MathsJam, Maths Gear и его работа в вещательных СМИ.